# Phacelia lyallii
Phacelia lyallii là loài thực vật có hoa trong họ Mồ hôi. Loài này được (A.Gray) Rydb. miêu tả khoa học đầu tiên năm 1900.